# دی. بی. وایس
دنیل برت وایس (انگلیسی: Daniel Brett Weiss؛ زاده ۲۳ آوریل ۱۹۷۱) نویسنده و تهیه‌کنندهٔ آمریکایی تلویزیون است. او در کنار همکاری با دیوید بنیاف، مشترکاً بابت ساخت بازی تاج و تخت (۲۰۱۱–۲۰۱۹) بر پایه رمان ترانه یخ و آتش اثر جرج آر. آر. مارتین برای شبکه اچ‌بی‌او شناخته شده است.

## فیلم‌شناسی
فیلم
| سال  | عنوان         | نویسنده | تهیه‌کننده |
| ---- | ------------- | ------- | --------- |
| ۲۰۲۲ | ارباب‌های متال | آری     | آری       |

تلویزیون
| سال       | عنوان                      | کارگردان | نویسنده | تهیه‌کننده اجرایی | سازنده | توضیحات                                                             |
| --------- | -------------------------- | -------- | ------- | ---------------- | ------ | ------------------------------------------------------------------- |
| ۲۰۱۱–۲۰۱۹ | بازی تاج‌وتخت               | آری      | آری     | آری              | آری    | کارگردان و نویسندهٔ قسمت‌های «دو شمشیر» و «تخت آهنین» نویسندهٔ ۴۵ قسمت |
| ۲۰۱۳–۲۰۱۷ | فیلادلفیا همیشه آفتابی است |          | آری     |                  |        |                                                                     |
| ۲۰۱۴      | استثنایی‌ها                 |          |         | آری              |        |                                                                     |
| ۲۰۲۰      | Leslie Jones: Time Machine | آری      |         |                  |        | ویژه‌برنامهٔ تلویزیونی؛ مشترکا با دیوید بنیاف                         |
| ۲۰۲۱      | مدیر دانشکده               |          |         | آری              |        |                                                                     |
| ۲۰۲۴      | مسئله سه جسم               |          | آری     | آری              |        |                                                                     |

## جوایز
- جایزه هوگو بهترین ارائه دراماتیک بلند
- جایزه مجله اس‌اف‌ایکس برای بهترین مجموعه جدید
- جایزه جشنواره تلویزیونی مونت‌کارلو بهترین تهیه‌کننده بین‌المللی مجموعه درام